# チャールズ・スピアマン
チャールズ・エドワード・スピアマン（Charles Edward Spearman、1863年9月10日 – 1945年9月7日）はイギリスの心理学者。
人間の知能のモデルに関して先駆的研究を行い、異なる認知テストの結果が単一の因子に帰せられることを発見してこれをg因子（一般能力）と名付け、知能はこれとs因子（特殊能力）の2因子からなると考えた。また統計学の分野でも因子分析の開拓者として、またスピアマンの順位相関係数の開発でも知られる。

## 経歴
スピアマンは15年間陸軍士官を務めたが心理学を志し、退役して実験心理学を学んだ。当時イギリスでは心理学は哲学の一分野としか見られなかったので、実験心理学で先駆的業績を挙げていたライプツィヒのヴィルヘルム・ヴントに学んだ。1897年からボーア戦争による中断をはさんで研究を続け1906年に博士号を取得した。1904年には知能の因子分析に関する先駆的な論文を発表している。スピアマンはウィリアム・マクドゥーガルの後任としてユニヴァーシティ・カレッジ・ロンドンに招かれ、1911年に哲学教授に、1928年には心理学部が創設されてその教授となり、1931年まで務めた。
スピアマンはフランシス・ゴルトンの研究に強い影響を受け、彼が創始した相関などの統計学的方法をスピアマンも用いた。1904年に順位相関係数を、また1907年にはその補正版を発表した。しかし彼の統計学に関する研究はゴルトン直系の同僚カール・ピアソンには評価されず、2人の間には長く反目が続いた。
1924年王立協会会員に選ばれた際の理由には「特に心理学に数学的方法論を導入し、相関に関する独創的研究を行ったこと」が挙げられている。しかし彼自身は自身の統計学的研究をあくまでも心理学研究の副産物と考えていた。